# تشارلز دبليو. توماس
تشارلز دبليو. توماس (بالإنجليزية: Charles W. Thomas)‏ هو ضابط أمريكي، ولد في 3 سبتمبر 1903 في باسادينا في الولايات المتحدة، وتوفي في 3 مارس 1973 في أوشوايا في الأرجنتين.

## وصلات خارجية
- تشارلز دبليو. توماس على موقع IMDb (الإنجليزية)